# 芦河镇
芦河镇，是中华人民共和国黑龙江省绥化市青冈县下辖的一个行政建制镇。

## 行政区划
芦河镇下辖以下地区：
东升村、万宝村、万众村、平原村、民权村、先锋村、自强村、拥军村、益发村、保家村和保国村。